# アンドレア・ペジック
アンドレア・ペジック（Andreja Pejic 英語:  [ənˈdreɪjə ˈpɛdʒɪk]、出生名:アンドレイ・ペジック(Andrej Pejić)、1991年8月28日 - ）は、オーストラリアのモデル。
出生時は男性として割り当てられ、ユニセックスモデルの先駆けとして活動し、2014年早期、性別適合手術を受け、女性となったトランスジェンダーである。

## 生い立ち
ボスニア・ヘルツェゴビナのトゥズラで生まれた。母ヤドランカ・サヴィッチはボスニア系クロアチア人、父ヴラド・ペジックはボスニア系クロアチア人である。イゴールという兄がいる。両親はペジックが生まれた直後に離婚した。ボスニア・ヘルツェゴビナ紛争後、母と祖母、兄と一緒にセルビアに逃げ、ベオグラード近くの難民キャンプに定着。その後、スヴィライナツ近くの軍事村に移った。1999年のユーゴスラビア連邦共和国でのコソボ空爆後、ペジックの母親は危険を感じ、オーストラリアへの移住のプロセスを開始することを決めた。2000年、ペジックが8歳のときに、家族は政治亡命者としてメルボルンに移り住んだ。高校時代は学業の成績が優秀であった。

## 経歴
マクドナルドで働いていた17歳の誕生日前にスカウトされたと伝えられているが、メルボルンの高校時代にスイミング・プールや、農作業中にトウモロコシ畑でスカウトされたとも語っている。2011年1月に行われたパリ・コレクションでジャン＝ポール・ゴルチエの、マーク・ジェイコブスのメンズおよびレディースショーに出演した。同年5月、ニューヨークに拠点を置く雑誌『ドシエ・ジャーナル』の表紙を上半身のシャツを脱いだ姿で飾ったが、「客が女性のトップレス写真と間違える恐れがある」という懸念から大手書店チェーンのバーンズ・アンド・ノーブルとボーダーズは不透明なビニールカバーを被せた。
2011年7月、マイケル・ミヒャルスキーによって組織される前衛的なStylenitにてミヒャルスキーの男性服、女性服を着てキャットウォークに登場。翌年のブライダル・ウィークでスペインのデザイナーであるローザ・クララによる婚礼をモチーフにした衣装で登場。
2011年、models.comによる「男性トップモデル50」の18位に選ばれる 。更に、雑誌『アウト』による「最も魅力的な人物100」の1人に選出され、雑誌『FHM』の「セクシーな女性100人」リストの98位に選ばれた。しかし、同誌は彼を紹介するページで彼を「物」と表現したり、トランスジェンダーで性転換した別のモデルを引き合いに出した上で、「嘔吐用バケツを持ってきてくれ」というコメントを記載。この表現は問題となり、同誌は後に彼をリストから外し、謝罪を表明した。
2012年には、男装モデルのエリカ・リンデルがメンズウェアを着用し、彼女と女装アンドレイとの男女逆転カップルをコンセプトに写真や動画をモード雑誌などで披露し話題になった。同年8月6日放送の『Britain's Next Top Model』にゲスト審査員として出演。2013年、デヴィッド・ボウイのシングル『ザ・スターズ』のミュージック・ビデオにティルダ・スウィントン、イセリン・ステイロ、サスキア・デ・ブロウと共に出演。2013年後半に、メフメト2世の生涯を題材にしたトルコの短編シリーズに出演。
2014年後半に、ペジックは性別適合手術を受けた、同年7月に雑誌『ピープル』とのインタビューで、トランスジェンダーとしてのアイデンティティについて語った。同年9月に、自身の半生と性転換に関するドキュメンタリー映画の製作を発表し、クラウドファンディングのキックスターターで資金集めを開始。40,000ドルを目標としていたが、最終的にはそれを上回る資金が集まった。
2015年5月号の『ヴォーグ』に登場。トランスジェンダーであることを公にしているモデルが同誌に掲載されるのは、これが初である。

## モデル広告（雑誌・TVほか）
- 2011年 - ジャン＝ポール・ゴルチエ(フランス／婦人服)・GAULTIER2(同／紳士服)、マーク・ジェイコブス（アメリカ／春夏2011広告、婦人服・女性用の長靴など）[26]
- 2012年 - HEMA（オランダ／メガ・プッシュアップ・ブラジャー）、UNIQLO（日本・山口県／カジュアルウェア）Duras（日本・東京都渋谷区／婦人服）
- 2013年 - Youngsinners（アメリカ／透明ビニールレインコート）、Rosa Clara（スペイン／ウェディグドレス
- 2015年 -  Vogue（May 2015 issue）表紙（アメリカ／女性ファッション誌）[27]
- 2016年 - GQ Portugal 特集記事（ポルトガル／男性ファッション誌）[28]
- 2017年 - Harry Winston（アメリカ／宝飾品）[29]